# Bright Size Life
| 전문가 평가                          | 전문가 평가 |
| 평가 점수                            | 평가 점수   |
| 출처                                 | 점수        |
| ------------------------------------ | ----------- |
| AllMusic                             | [ 1 ]       |
| The Rolling Stone Jazz Record Guide  | [ 2 ]       |
| Encyclopedia of Popular Music        | [ 3 ]       |
| The Penguin Guide to Jazz Recordings | [ 4 ]       |

《Bright Size Life》는 1976년 ECM 레코드에서 발매된 미국의 재즈 기타리스트 팻 메스니의 데뷔 음반이다. 이 음반에는 베이스의 자코 파스토리우스와 드럼의 밥 모세가 참여했다.
2020년, 이 음반은 미국 의회도서관에 의해 "문화적, 역사적 또는 미적으로 중요하다"고 간주되어 내셔널 레코딩 레지스트리에 보존 대상으로 선정되었다.

## 제작 및 반응
《Bright Size Life》의 곡들은 메스니가 보스턴에 살면서 버클리 음악 대학에서 가르치고 있을 때 작곡되었다. 메스니의 멘토인 비브라폰 연주자 게리 버튼은 메스니의 편곡을 도왔고 독일에서 녹음 세션에 그와 동행했다. 그럼에도 불구하고, 버튼은 이 발매에 대해 프로듀서 공로를 인정받지 못했다.
메스니는 이 음반이 발매되었을 때 900장이 팔리며 "어느 정도 성공적"이었지만, 10~15년이 지나서야 더 많은 인지도를 얻었다고 묘사했다.

## 곡 목록
모든 곡들은 특별한 언급이 없는 한 팻 메스니에 의해 작곡하였다.
| #  | 제목                       | 재생 시간 |
| -- | -------------------------- | --------- |
| 1. | 〈Bright Size Life〉       | 4:45      |
| 2. | 〈Sirabhorn〉              | 5:29      |
| 3. | 〈Unity Village〉          | 3:40      |
| 4. | 〈Missouri Uncompromised〉 | 4:21      |

| #  | 제목                          | 작곡      | 재생 시간 |
| -- | ----------------------------- | --------- | --------- |
| 5. | 〈Midwestern Nights Dream〉   |           | 6:00      |
| 6. | 〈Unquity Road〉              |           | 3:35      |
| 7. | 〈Omaha Celebration〉         |           | 4:18      |
| 8. | 〈Round Trip/Broadway Blues〉 | 오넷 콜먼 | 4:58      |